# Balaenifrons ochrochroa
Balaenifrons ochrochroa là một loài bướm đêm trong họ Crambidae.